# Laura Siemieńska
Kazimiera Laura Siemieńska (ur. 12 października 1870 w Masłowicach k. Przedborza, zm. 12 maja 1926 tamże) – polska malarka.

## Życiorys
Była córką radcy dyrekcji głównej Towarzystwa Kredytowego Ziemskiego, Franciszka Karola Siemieńskiego h. Leszczyc (1843–1897) i Eugenii Anastazji Marii ze Świeszewskich (1851–1911), siostrzenicą malarza Aleksandra Świeszewskiego.
Edukację odebrała w domu. W drugiej połowie lat 80. XIX uczęszczała na kursy do szkoły malarstwa i rysunku dla kobiet, prowadzone przez Ludwika Wiesiołowskiego. Pobierała także lekcje u Wojciecha Gersona. W 1887 roku wyjechała do Paryża, gdzie prywatnie lub w Académie Julian pobierała nauki malarstwa. Uczęszczała do pracowni malarza akademickiego Jules’a Lefebvre’a. W 1888 roku powróciła do rodzinnej miejscowości.
Po śmierci starszego brata, magistra prawa Franciszka Leona (1867–1908) i matki została właścicielką dóbr Masłowice, które obejmowały również Krery, Ochotnik i Koconię. W Masłowicach koło Przedborza mieszkała pod koniec życia i tam też zmarła 12 maja 1926 po długiej chorobie. Została pochowana 15 maja w grobowcu rodzinnym na cmentarzu w Chełmie, gdzie w kaplicy Siemieńskich znajduje się poświęcone jej żeliwne epitafium.

## Działalność twórcza

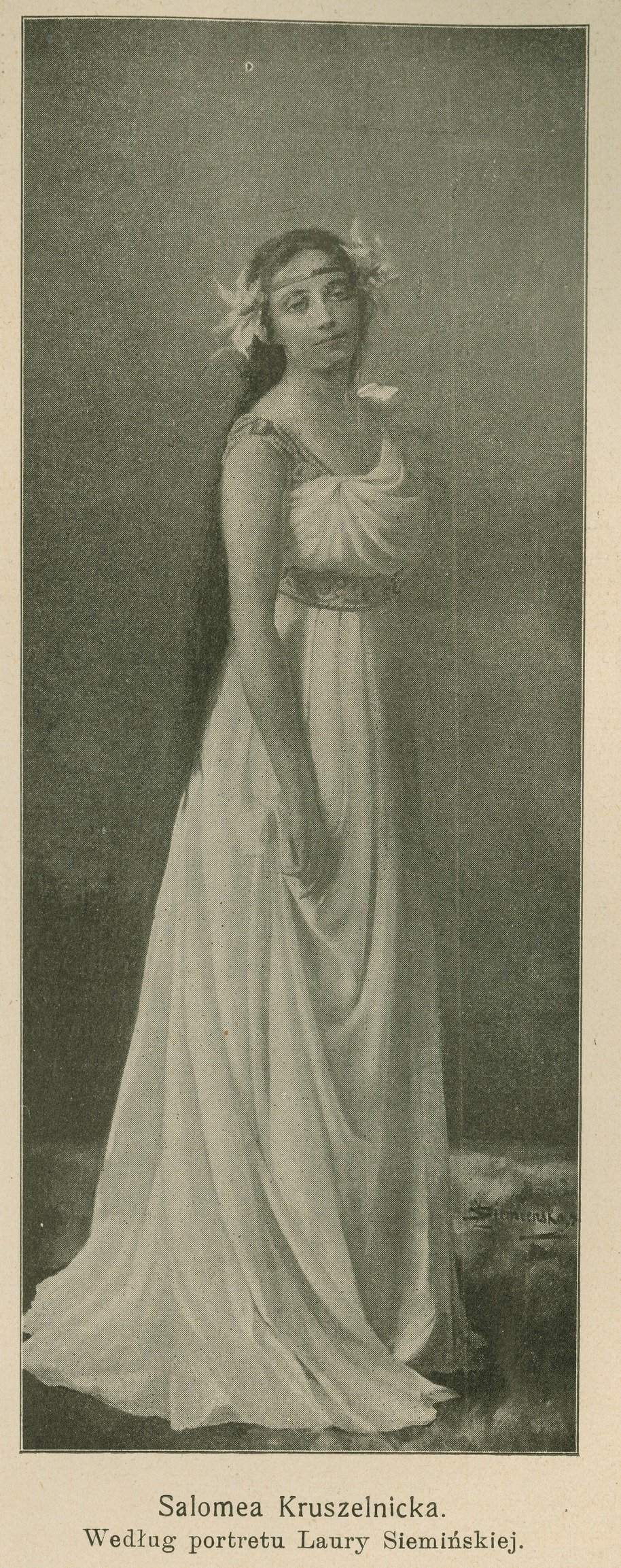
Portret Salomei Kruszelnickiej, 1903

W 1888 roku Laura Siemieńska wynajęła pracownię w pałacu Kossakowskich (Olejów) na Nowym Świecie 19, która funkcjonowała do lat 20. XX wieku. Główny działem jej twórczości było malarstwo portretowe. W 1893 roku w Towarzystwie Zachęty Sztuk Pięknych w Warszawie po raz pierwszy wystawiono dwa obrazy Siemieńskiej o tym samym tytule: Owoce. Ponownie eksponowała tam swoje prace w latach 1895–1897.

### Obrazy i wystawy
Na przełomie XIX i XX wieku jej prace były wystawiane w Warszawie w Salonie Krywulta:
- Dwie główki kobiece, 1896;
- Portret dzieci oraz Studium, 1898;
- Owoce, 1899;
- Portret Salomei Kruszelnickiej, 1903 (przedstawiający śpiewaczkę operową w kostiumie scenicznym).

W latach 1891, 1893–1897, 1899, 1901–1902 wystawiała swoje prace w Towarzystwie Zachęty Sztuk Pięknych. Były to Zakonnica (studium szarytki), Żydówka, Portret hr. W., Głowa kobiety, Portret Pani W., Portret pana B., Portret pani G. oraz Portret pana G. 
Natomiast w 1913 roku w krakowskim TPSP zaprezentowany został Portret Edwarda Czabana, dobroczyńcy Uniwersytetu Jagiellońskiego, który po śmierci filantropa w 1897 roku został ofiarowany uczelni przez wdowę.
Jej obrazy znajdują się w Muzeum Górnośląskim w Bytomiu (Gazeciarz warszawski, 1888, olej) oraz w Muzeum Narodowym w Warszawie (Autoportret, 1910, akwarela).
Laura Siemieńska jest również autorką obrazu Matka Boska Różańcowa, namalowanego do ołtarza głównego w kościele św. Mikołaja w Chełmie koło Masłowic.